# 아찔한 질문
Benj Hellie의 아찔한 질문(Vertiginous question)은 모든 경험의 주체 중에서 Benj Hellie로 언급되는 인간에 해당하는 이 주체가 왜 생생한 경험을 하는가를 묻는다. (독자는 Hellie의 경우를 자신의 경우로 대체해야한다) 다른 말로 하면, 왜 나는 나이고 다른 사람은 아닌가?
간단한 답변은 이 질문이 "왜 Hellie의 경험이 Hellie의 관점에서 생생한가?"로 축소된다는 것이다. 이는 답하기 쉬운 일이다. 그러나 Hellie는 우화를 통해 이 답변이 무언가를 빠트렸다고 주장한다. 그의 우화는 두 가지 상황을 설명한다. 하나는 세계와 모든 사람의 현상적 특징에 대한 광범위한 글로벌 별자리 관점을 반영하는 것이고, 다른 하나는 단일 주체의 관점에 내재된 관점을 설명하는 것이다. 전자는 위의 간단한 답변과 더 잘 일치하는 듯 하나 후자는 의식에 대한 더 나은 설명인듯 하다.
아찔한 질문은 여러가지 철학적 함의를 가질 수 있다. 크리스티안 리스트는 아찔한 질문과 일인칭 사실의 존재가 물리주의에 반대하는 증거이며, 이원론의 표준 버전을 포함한 다른 삼인칭 형이상학적 그림에 반대하는 증거라고 주장한다. 리스트는 또한 아찔한 질문이 의식 이론에 대한 "사중항"(quadrilemma)을 의미한다고 주장한다. 그는 다음 형이상학적 주장 중 최대 세 가지가 참일 수 있다고 주장한다. '일인칭 현실주의', '비독아론', '비분열', '하나의 세계' - 따라서 이 네가지 중 하나는 거부돼야한다. 리스트는 독아론에 빠지지 않고 의식의 주관적 본질을 조화시키기 위해 "의식의 다중세계 이론"이라고 부르는 모형을 제안했다.
일부 철학자들은 자아의 본질과 시간의 본질 사이에 연관성이 있다고 주장했다. 빈센트 코니처는 이 아찔한 질문이 A연속과 B연속 시간 이론과 관련있으며, A-시간 이론을 지지하는 주장은 A-이론이 참이고 "나"가 다른 관점에서 형이상학적으로 특권을 누리는 결합된 입장에 대한 주장으로 더 효과적이라고 주장한다. 카스파 하레는 여러 다른 철학자들이 리뷰를 쓴 자기중심적 현재주의와 관점적 현실주의 이론으로 비슷한 주장을 했다.
다른 철학자들은 다양한 다른 관련 아이디어를 논의했다. Tim S. Roberts는 존재하는 모든 유기체 중 특정 유기체가 우연히 당신이 이유에 대한 질문을 "의식의 더 어려운 문제"라고 언급한다. JJ Valberg도 자아에 대한 그의 수평적 관점을 정당화하기 위해 비슷한 질문을 한다. 관련되지만 반대되는 다른 개념으로는 불교 철학의 무아 개념과 자아가 존재하지 않는다고 주장하는 열린 개인주의가 있다.
토마스 네이글은 아무데도 없는 곳에서의 전망(The View from Nowhere)에서 개인적 정체성에 대한 문제를 광범위하게 논의했다. 그것은 인간이 세상과 상호작용하는 방식에서 수동적 관점과 능동적 관점을 대조하는데, 이는 주관적 관점에 의존하여 관점을 반영하거나 객관적 관점에 의존하여 보다 초연한 관점을 취한다. 네이글은 객관적 관점을 "아무데도 없는 곳에서의 전망"으로 설명하는데, 여기서 유일하게 가치있는 아이디어는 독립적으로 도출된 것이다.

## 같이 보기
- 열린 개인주의
- 독아론
- 주관적 관념론
- 타입-토큰 구별